# Mario Padilla
Mario Salvador Padilla Buenrostro (Ocotlán, Jalisco, México 12 de julio de 1985) es un futbolista mexicano que juega como delantero en el Alebrijes de Oaxaca del Ascenso MX. Ha jugado también para el Club Necaxa, Dorados de Sinaloa,Club Tijuana, Real Madrid y Paris Saint-Germain Football Club y UP Bonaterra.

## Trayectoria
Padilla comenzó en las categorías inferiores del Club Necaxa y recibió la oportunidad de integrarse en el primer equipo de los hidrorayos para el Apertura 2005 de la mano del técnico Enrique López Zarza.
Debutó el 17 de septiembre de 2005 en la victoria del Necaxa sobre el Guadalajara por dos goles a uno. Con los rayos jugaría sólo 30 partidos, 4 de ellos como titular. Durante el Clausura 2009, su equipo desciende y Padilla se traslada al Club Tijuana de la Primera División "A", donde juega más minutos y es casi titular indiscutible.

### Clubes
| Club                        | País                | Año             | Partidos | Goles | Media |
| --------------------------- | ------------------- | --------------- | -------- | ----- | ----- |
| Mérida FC                   | México              | 2003 - 2004     | 7        | 0     | 0     |
| Club Necaxa                 | México              | 2005 - 2009     | 29       | 0     | 0     |
| Dorados de Sinaloa (Cedido) | México              | 2007 - 2008     | 28       | 7     | 0.25  |
| Club Tijuana                | México              | 2009 - 2010     | 12       | 0     | 0     |
| Dorados de Sinaloa          | México              | 2011 - 2013     | 32       | 4     | 0.13  |
| Alebrijes de Oaxaca         | México              | 2013 - Presente | 39       | 8     | 0.21  |
| Total en su carrera         | Total en su carrera | 2003 - Presente | 147      | 19    | 0.13  |